# النا (روستای بلغارستان)
النا (به بلغاری: Elena) روستایی در بلغارستان است که در شهرستان هاسکوفو واقع شده‌است.